# Justicia metallica
Justicia metallica är en akantusväxtart som beskrevs av Gustav Lindau. Justicia metallica ingår i släktet Justicia och familjen akantusväxter. Inga underarter finns listade i Catalogue of Life.